# Montes (khu tự quản)
Montes là một khu tự quản thuộc bang Sucre, Venezuela. Thủ phủ của khu tự quản Montes đóng tại Cumanacoa. Khự tự quản Montes có diện tích 1480 km2, dân số theo điều tra dân số ngày 21 tháng 10 năm 2001 là 48406 người.